# Индокитайска плюеща кобра
Индокитайска или азиатска черна плюеща кобра (Naja siamensis) е вид змия от семейство Аспидови (Elapidae). Видът е световно застрашен, със статут Уязвим.

## Разпространение
Разпространен е във Виетнам, Камбоджа, Лаос, Мианмар и Тайланд.